# دييغو إينوستروزا
دييغو إينوستروزا (بالإسبانية: Diego Inostroza)‏ هو مدرب كرة قدم ولاعب كرة قدم تشيلي في مركز الهجوم، ولد في 25 أبريل 1992 في سانتياغو في تشيلي. لعب مع نادي أونيفرسيداد دي تشيلي.

## وصلات خارجية
- دييغو إينوستروزا على موقع قاعدة بيانات كرة القدم.إي يو (الإنجليزية)
- دييغو إينوستروزا على موقع Soccerway.com (الإنجليزية)